# Shaxi
Shaxi (xinès tradicional: 沙谿, xinès simplificat: 沙溪, pinyin: shā xī, literalment 'rierol sorrenc') és un petit municipi de Jianchuan, a la província de Yunnan.

## Història
Els inicis de Shaxi com a centre pel comerç de cavalls i te daten de la dinastia Tang. Tot i així, és durant el període de la dinastia Ming i Qing que el poble assoleix la seva màxima esplendor.

## Patrimoni
Sideng (xinès tradicional: 寺登村, xinès simplificat: 寺登村, pinyin: sì dēng cūn, literalment 'vila de Sideng'), vila dins el municipi de Shaxi, és popular per ser el poble més ben conservat de la Ruta dels cavalls del te o chamadao (xinès tradicional: 茶馬道, xinès simplificat: 茶马道, pinyin: chá mǎ dào, literalment 'Ruta dels cavalls del te'). Actualment l'Escola Federal Politècnica de Zuric i el govern del comtat de Jianchuan col·laboren en la conservació del poble.
La plaça de Sideng, situada al centre històric del poble, fou inclosa l'any 2001 a la llista dels 100 llocs més amenaçats del World Monuments Watch.

## Demografia
A part de la població d'ètnia Han (majoritària a la Xina), a Shaxi s'hi troben comunitats de les ètnies Bai i Yi.